# Joan Vidal Prat
Joan Vidal Prat fue uno de los pioneros de la Radiodifusión en España. Nació en Badalona el 20 de enero de 1893 y desde niño fue educado en la escuela elemental .A la edad de once años estudió música, habiendo cursado desde los 13 a los 18 años todo el curso de solfeo y clarinete en la Escuela municipal de Música de Barcelona.
Asimismo desde los 14 años se dedicó al lado de su padre al ramo de la electricidad, habiendo cursado unos cursos especiales de périto instalador electricista, certificados por los ingenieros de la Compañía Barcelonesa de Electricidad.
Su especialidad en el ramo eléctrico fue objeto que en el año 1913 estudiase sobre lo que en aquel entonces se denominaba Ondas Marconi, y en el mes de marzo de 1914 realizó la recepción de señales radiotelegráficas habiendo empleado el Cohesor de Branly, carborundum y por fin la galena. Aprendió Morse y no se conformó sólo con la recepción, ya que sus estudios en electricidad le llevaron a fabricar un emisor de bobina Ruhmkorff.
En la Universidad de Barcelona compartió conocimientos con el profesor Baltà Elies
y el 5 de febrero de 1914, diez años antes de la puesta en funcionamiento de la primera emisión de radio en España, Joan Vidal conseguía capturar las señales radiotelegráficas de la estación de Montjuic y más tarde del Big Ben de Londres.
En el mes de octubre del año 1920 , en colaboración con el ingeniero doctor Calvet,
recibió las señales horarias desde la Torre Eiffel con una longitud de onda de 1.500 m en grafía; por aquel entonces el 27|8|1920 ya se había transmitido la fonía en Buenos Aires; y a partir de esta fecha empieza la fabricación de aparatos receptores.
Al ponerse en marcha la emisora Radio Barcelona EAJ-1 el 14 de noviembre de 1924 se fundó la Asociación Nacional de Radiodifusión siendo miembro de su Junta directiva hasta el año 1935.
En el año 1929 forma parte de la Junta de Radio Associació de Catalunya ( hoy Rac105),
y junto con los señores Lagoma, Morros, Eudald Aymerich i Vicente Guiñau pone en marcha ,en onda corta,la emisora EAR 157  hermana de la EAJ 15 que emite en onda media
A finales del año 1932 un decreto de la Dirección General de Telecomunicación permitía autorizar la instalación de estaciones locales hecho que dio lugar a que Joan Vidal fundase Radio Badalona EAJ-39 que más tarde sería nombrada Radio Miramar. En sus últimos años fue director de la emisora hasta pocos meses antes de su fallecimiento el 28 de enero de 1975.